# Ventriloque (comics)
Pour les articles homonymes, voir Ventriloque et Scarface.
Le Ventriloque (Ventriloquist) est le nom de trois personnages, des super-vilains apparaissant dans les comics américains publiés par DC Comics. Toutes les versions du Ventriloque sont des ennemis de Batman.

## Historique de la publication
Le premier Ventriloque se nomme Arnold Wesker et fut créé par Norm Breyfogle, Alan Grant et John Wagner dans le comics Detective Comics #583 en février 1988.
Dans Detective Comics #827 (mars 2007), un nouveau Ventriloque (Peyton Riley) fut introduit par Paul Dini et Don Kramer.
En septembre 2011 a lieu le reboot de la continuité de DC, les New 52[pas clair]. Dans cette nouvelle ligne temporelle, un nouveau Ventriloque fut introduit sous le nom de Shauna Belzer. Il apparait dans Batgirl #20 (Juillet 2013) et fut créé par Gail Simone et Fernando Pasarin.
Dans la série Gotham, le ventriloque est Arthur Penn, un comptable. Il a les mêmes caractéristiques qu'Arnold Wesker et lui ressemble fortement. D'ailleurs, le Pingouin l'appellera Arnold lorsque celui-ci deviendra le ventriloque dans l'épisode 8 de la saison 5.

## Biographie fictive

### Arnold Wesker
Lors de son enfance, Arnold Wesker avait développé des personnalités multiples pour refouler ses sentiments. Ces émotions refoulées finirent par exploser dans un bar et Wesker tua un homme. À la suite de son crime, Arnold Wesker fut envoyé au pénitencier de Blackgate.
Là-bas, Wesker fit la rencontre de Donnegan, un détenu qui avait fabriqué un pantin en bois pour passer le temps. Il avait nommé ce dernier Woody, et faisait des spectacles pour divertir les détenus. A force d'avoir joué avec "son" Woody, Donnegan a fini par devenir fou et a développé une deuxième personnalité, et fut particulièrement violent avec Wesker qui, fasciné par la marionnette, lui demande de la lui prêter quelques instants.
Une nuit, alors que Wesker voulu se suicider, une de ses personnalités donna une voix à la marionnette. Donnegan réveillé par le bruit, s'en prend à Wesker et ce dernier le tue avant de s'évader. La marionnette reçut une entaille sur le visage à la suite de la bagarre, et décide de se renommer, Scarface.
À partir de ce moment, le Ventriloque et Scarface formèrent un duo criminel impitoyable dans Gotham City. Parfois, le Ventriloque utilise un pantin de remplacement comme Quakemaster lors du prélude de la saga No Man's Land. Lorsque le Ventriloque est séparé de Scarface, celui-ci doit trouver un objet de remplacement pour répondre à ses besoins meurtriers ; c'est ainsi qu'est né la chaussette Socko durant la saga Knightfall. Il perd la vie dans Batman Face the Face, assassiné par Tally Man sur ordre de Great White Shark. Il a toutefois été capable dans ses derniers instants de donner un indice sur son meurtrier.

### Peyton Riley
Le nouveau Ventriloque est une femme, Peyton Riley, appelée Chérie par Scarface et faisant son apparition dans les pages de Detective Comics #827. Batman répond à un appel du scanner de la police - des témoins affirment que Catwoman s'est fait tirer dessus. Il trouve le corps qui s'avère être un poupée. L'objet est piégé et explose. En retournant à sa voiture, il trouve une marionnette à l'apparence de Robin qui est également piégée. Batman fait exhumer le corps d'Arnold Wesker par la police, mais le cercueil est vide.
En enquêtant à l'Iceberg Lounge (en), le nightclub du Pingouin, il découvre la poupée Scarface dans les bras d'une femme blonde qu'il appelle "Chérie"...

## Description

### Arnold Wesker

#### Physique
Le personnage est un homme avec des lunettes qui tient toujours Scarface dans ses mains.
La marionnette est habillée comme Al Capone, avec un chapeau et une cicatrice et il est aussi parfois présenté avec un pistolet mitrailleur Thompson.

#### Personnalité
De son vrai nom Arnold Wesker, le criminel que l'on surnomme le Ventriloque est un vieil homme en apparence timide et inoffensif mais souffrant de graves troubles de la personnalité : incapable d'assumer ses penchants criminels, il a transféré toute sa haine refoulée dans son pantin qu'il a baptisé Scarface, auquel il a donné l'apparence d'un gangster à la Al Capone, avec costume, borsalino et une mitraillette Thompson miniature. Scarface est un criminel machiavélique et cruel qui passe son temps à rabaisser son ventriloque. Lorsqu'il est incarcéré, Wesker fait partie des pensionnaires de l'Asile d'Arkham. Il est souvent accompagné de Rhino, à la fois gorille loyal de Scarface et garde du corps et ami du Ventriloque.

## Pouvoirs et capacités
Le Ventriloque n'a aucun super-pouvoirs et n'est pas un très bon combattant. Il est un ventriloque adroit et sa poupée, Scarface, est un stratège criminel doué. Cependant, il est incapable de correctement prononcer un mot avec la lettre B sans bouger les lèvres, donnant à Scarface un problème d'élocution. Wesker porte généralement un pistolet, tandis que Scarface porte un pistolet-mitrailleur Thompson. Cependant Wesker a tendance à montrer que lui et Scarface possèdent deux personnalités différentes et ils peuvent parfois se disputer, ce qui a tendance à donner l'avantage à Batman à plusieurs occasions.
Le second Ventriloque est bien plus adroit en ventriloquie que son prédécesseur et est capable de prononcer tout type de discours avec une plus grande compétence avec sa poupée Scarface. Contrairement au premier, la personnalité du second Ventriloque ne contredit pas celle de Scarface et est bien plus volontaire de commettre des actes cruels, surtout qu'elle pense être dans une relation romantique avec la poupée. Venant d'une grande famille mafieuse, elle est aussi un génie criminel brillant.
Le troisième Ventriloque est un metahumain capable de contrôler d'autres personnes. Son esprit psychotique a tendance à multiplier ses propres personnalités.

## Création du personnage

### Origine du nom
La poupée Scarface a été façonnée suivant les traits d'Al Capone. La balafre qu'avait Capone lui venait d'une bagarre de rue et lui a valu le nom de Scarface.

## Œuvres où le personnage apparaît

### Cinéma
- Batman et Robin (Joel Schumacher, 1997), il peut être aperçu dans l'asile d'Arkham dans la salle des preuves quand Bane prend possession du costume de Mr. Freeze pour aller lui donner, il se trouve avec les costumes de L'homme Mystère et de Double-Face.

### Films d'animations
- Batman : Assaut sur Arkham (Jay Oliva, 2014), il peut être aperçu à un moment dans le film par Captain Boomerang.

### Jeux vidéo
- Dans le jeu Batman: Arkham Asylum, on peut apercevoir le pantin Scarface à plusieurs reprises. Le Joker en possède plusieurs exemplaires avec lesquels il joue et on peut en trouver un dans le bureau du directeur. On peut aussi voir l'arme principale dont se sert Scarface dans la salle des gardes d'Arkham.
- Dans le jeu Batman: Arkham City, le pantin Scarface peut être aperçu dans le musée du Pingouin.
- Dans le jeu Batman: Arkham Knight, le pantin Scarface peut être aperçu dans la salle des preuves du GCPD.

C'est la version d'Arnold Wesker qui est présente dans les versions animées :
- 1992-1995 : Batman (Paul Dini, Bruce Timm, Eric Radomski) avec George Dzundza (VF : Mario Santini puis Jean-Claude Sachot)
- 1997-1999 : Batman (The New Batman Adventures, Alan Burnett, Paul Dini, Bruce Timm) avec George Dzundza (VF : Jean-Claude Sachot/Daniel Lafourcade)
- 1999 : Batman la relève : Il est absent mais Scarface (son pantin) est exposé dans la salle des trophées, celui-ci est criblé de balles.
- 2004-2008 : Batman (The Batman, Duane Capizzi, Michael Goguen) avec Dan Castellaneta (VF : Marc Perez/Bernard Alane)

### Série télévisée
- Le personnage (Monsieur Scarface) est présent dans l'épisode 8 de la saison 5 de la série Gotham.